# Armando de la Flor Valle
Armando de la Flor Valle (Chiclayo, 23 de febrero de 1918-Lima, 3 de abril de 1980) fue un político peruano. Fue diputado de la República por Lambayeque (1956-1962) y llegó a presidir su cámara en las legislaturas de 1960 y 1961.

## Biografía
Fue el hijo mayor de Guillermo de la Flor Zevallos y Manuela Valle Urteaga.
Entre sus hermanos destacaron el médico Jorge de la Flor Valle (primer decano del Colegio Médico del Perú) y el general de división Miguel Ángel de la Flor Valle (Ministro de Relaciones Exteriores de 1972 a 1976).
Cursó sus estudios escolares en el Colegio Nacional San José de su ciudad natal. En 1935 pasó a cursar estudios superiores en la Facultad de Letras de la Universidad Nacional de Trujillo y al año siguiente se trasladó a la Universidad Mayor de San Marcos de Lima.
En 1938 empezó a laborar en la filial del Banco Popular del Perú en Chiclayo. Asumió luego como presidente del Comité Departamental de Deportes, así como director de la Cámara de Comercio. Asimismo, formó parte de la Sociedad de Beneficencia Pública. 
En 1956 resultó elegido diputado por Lambayeque. De 1958 a 1959 ejerció de tesorero y en 1960 asumió la presidencia de su Cámara, siendo reelegido para la legislatura de 1961. Faltando pocos días para concluir su mandato legislativo, sucedió el golpe de Estado del 18 de julio de 1962. Volvió entonces a la actividad bancaria y llegó a ser gerente general del Banco Popular del Perú.